# Кувано, Митико
Митико Кувано (яп. 桑野通子  Кувано Митико). Родилась 4 января 1915 в Токио — умерла 1 апреля 1946 на станции Офуна, префектура Канагава — японская актриса, популярная кинозвезда довоенного кино, снимавшаяся в фильмах Ясудзиро Одзу, Хироси Симидзу, Кэндзи Мидзогути и других.

## Биография

#### Ранние годы
Отец актрисы Митико Кувано (прозванной её друзьями Мити) был сначала судовым поваром (коком) на корабле, затем перешёл на работу поваром в ресторан, предлагавший блюда европейской кухни. Митико, потерявшая свою мать (работавшую продавцом в мясной лавке) в четырёхлетнем возрасте, отлично училась в школе.
Для того чтобы помочь оплатить расходы своего старшего брата, когда он пошёл учиться в Университет Кэйо, юная Митико устроилась работать в «Моринага», ведущую кондитерскую фирму Японии, в качестве одной из Sweet Girls (девушек, рекламирующих продукцию компании). Она стала известна благодаря своей необычной красоте, и вскоре перешла на работу танцовщицей в знаменитое токийское кабаре «Флорида». Там её заметил один из представителей кинокомпании «Сётику», и молодой девушке поступило предложение работы в кино.

#### Карьера в кино
Дебютировала одной из главных ролей в фильме Хироси Симидзу «Затмение» (1934). Митико Кувано пришла в кинематограф как раз в тот период, когда в японском кино только начинали снимать звуковые фильмы, так что она успела поработать и в немом кино, плавно перейдя в звуковые картины. Вскоре становится одной из популярных звёзд кинокомпании «Сётику», чаще всего снимаясь у таких мэтров режиссуры как Ясудзиро Одзу и Хироси Симидзу. В основном играла роли эмансипированных, современных молодых японок, иногда несколько даже чересчур раскованных, хотя и не совсем испорченных. Так, например, роль одной из пассажирок автобуса в фильме Симидзу «Господин Спасибо» (1936), где её героиня достаёт из сумочки фляжку со спиртным и предлагает мужчинам выпить вместе с ней, вызывает недоумение всех присутствующих. А в фильме Одзу «Что забыла дама?» (1937) её героиня Сэцуко, приехавшая погостить к дяде и тёте в Токио, напивается в баре вместе с дядей и, придя домой пьяной под утро, вызывает шок своим поведением в глазах тётушки. Но были в её карьере и совершенно противоположные образы, например, уже в следующем фильме Ясудзиро Одзу «Братья и сёстры семьи Тода» (1941) актриса исполняет роль Токико, подруги главной героини Сэцуко Тода и здесь зрителю представлен совершенно иной характер. Её героиня хотя и тоже весьма современная, целеустремлённая девушка, но уже более нежная и скромная.

#### Личная жизнь
Ещё до прихода в кинематограф, когда Митико работала в кондитерской компании «Моринага», она познакомилась и стала жить фактическим браком с работавшим там же Ёситаро Сайто, от которого родит 17 июля 1942 года дочь Миюки. Миюки Кувано пойдёт по стопам матери и станет актрисой, прославившись на рубеже конца 1950-х — начала 1960-х годов в фильмах того же Ясудзиро Одзу («Цветы праздника Хиган», 1958, «Поздняя осень», 1960), Нагисы Осимы («История жестокой юности», «Ночь и туман в Японии», оба — 1960), Акиры Куросавы («Красная борода», 1965) и других. Однако Миюки рано уйдёт из кинематографа, перестав сниматься уже после 1967 года в возрасте двадцати пяти лет.

#### Ранняя смерть
Пройдя все тяготы военных лет, Митико Кувано вновь забеременела в 1946 году. Во время съёмок фильма Кэндзи Мидзогути «Победа женщин» на студии «Офуна» компании «Сётику», ближе к концу съёмок, 29 марта актриса потеряла сознание и была доставлена в бывший военно-морской госпиталь в Офуне. В послевоенный период больницы были плохо оснащены, не хватало обученных акушеров. Её состояние, вызванное внематочной беременностью, ухудшилось, и вечером 1 апреля 1946 года в результате сильного кровотечения и большой потери крови Митико Кувано умерла.

## Фильмография
| Избранная фильмография | Избранная фильмография                | Избранная фильмография | Избранная фильмография          | Избранная фильмография                      | Избранная фильмография | Избранная фильмография | Избранная фильмография |
| Год                    | Русское название                      | Оригинальное название  | Название на ромадзи             | Английское название                         | Режиссёр               | Роль                   |                        |
| ---------------------- | ------------------------------------- | ---------------------- | ------------------------------- | ------------------------------------------- | ---------------------- | ---------------------- | ---------------------- |
| 1930-е годы            |                                       |                        |                                 |                                             |                        |                        |                        |
| 1934                   | «Затмение»                            | 金環蝕                 | Kinkanshoku                     | Eclipse                                     | Хироси Симидзу         | Томонэ Иваки           |                        |
| 1934                   | «Путешествие, научившее любить»       | 恋愛修学旅行           | Ren’ai shūgaku ryokō            | Love on a School Excursion                  | Хироси Симидзу         | Эйко                   |                        |
| 1934                   | «Барчук в колледже 4»                 | 大学の若旦那・日本晴れ | Daigaku no wakadanna: Nihonbare | The Boss’s Son: Cloudless Skies             | Хироси Симидзу         | Кадзуко                |                        |
| 1935                   | «Чувства женщины»                     | 女の感情               | Onna no kanjo                   | Feelings Оf A Woman                         | Ясуси Сасаки           |                        |                        |
| 1935                   | «Мужчина в самом расцвете сил»        | 若旦那 春爛漫          | Wakadanna haruranman            | The Boss’s Son’s Youthful Innocence         | Хироси Симидзу         | Митико, официантка     |                        |
| 1935                   | «Он, она и мальчики»                  | 彼と彼女と少年達       | Kare to kanojo to shōnentachi   | The Man and the Woman and the Boys          | Хироси Симидзу         | женщина                |                        |
| 1935                   | «Её поймали и ненавидят»              | 彼女は嫌いとひいました | Kanojo wa kirai to iimashita    |                                             | Ясудзиро Симадзу       | Охиса                  |                        |
| 1935                   | «Герой Токио»                         | 東京の英雄             | Tōkyō no eiyū                   | A Hero of Tokyo                             | Хироси Симидзу         | Каюко Нэмото           |                        |
| 1935                   | «Постоянная любовь»                   | 永久の愛               | Eikyū no ai                     | The Man                                     | Ёсинобу Икэда          | Кадзуко Акимото        |                        |
| 1935                   | «Любовь в роскоши»                    | 恋愛豪華版             | Ren’ai gōka ban                 | Love in Luxury                              | Хироси Симидзу         | Юрико, любовница Иды   |                        |
| 1936                   | «Небо и земля бесплатно»              | 自由の天地             | Jiyū no tenchi                  | Heaven and Earth Are Free                   | Хироси Симидзу         | дочь Сумиэ             |                        |
| 1936                   | «Мужчина для женщины»                 | 男性対女性             | Dansei tai josei                |                                             | Ясудзиро Симадзу       | Миёко Цуда             |                        |
| 1936                   | «Господин Спасибо»                    | 有りがたうさん         | Arigatō-san                     | Mr. Thank You                               | Хироси Симидзу         |                        |                        |
| 1937                   | «Невеста играет в карты»              | 花嫁かるた             | Hanayome karuta                 | A Bride's Game of Cards                     | Ясудзиро Симадзу       | Мисако                 |                        |
| 1937                   | «Что забыла дама?»                    | 淑女は何を忘れたか     | Shukujo wa nani o wasureta ka   | What Did the Lady Forget?                   | Ясудзиро Одзу          | Сэцуко                 |                        |
| 1937                   | «Мечта матери»                        | 母の夢                 | Haha no yume                    | Mother's Dream                              | Ясуси Сасаки           |                        |                        |
| 1937                   | «Забудь и про любовь»                 | 恋も忘れて             | Koi mo wasurete                 | Forget Love for Now                         | Хироси Симидзу         | Оюки                   |                        |
| 1937                   | «Походная песня»                      | 進軍の歌               | Shingun no uta                  |                                             | Ясуси Сасаки           |                        |                        |
| 1938                   | «Домашний дневник»                    | 家庭日記               | Katei nikki                     | Family Diary                                | Хироси Симидзу         | Умэ                    |                        |
| 1938                   | «Наивная госпожа»                     | 純情夫人               | Junjou fujin                    |                                             | Кэйсукэ Сасаки         |                        |                        |
| 1938                   | «Поэзия огня»                         | 炎の詩                 | Honoo no shi                    |                                             | Ясуси Сасаки           |                        |                        |
| 1938                   | «Японцы периода Мэйдзи»               | 日本人 明治篇          | Nipponjin meiji hen             |                                             | Ясудзиро Симадзу       |                        |                        |
| 1938                   | «Японцы периода Сёва»                 | 日本人 昭和篇          | Nipponjin shōwa hen             |                                             | Ясудзиро Симадзу       |                        |                        |
| 1939                   | «Новые женщины: Вопросы и ответы»     | 新女性問答             | Shin josei mondo                |                                             | Ясуси Сасаки           |                        |                        |
| 1939                   | «Брат и младшая сестра»               | 兄とその妹             | Ani to sono imoto               | A Brother and His Younger Sister            | Ясудзиро Симадзу       | Фумико, сестра Кэйсукэ |                        |
| 1939                   | «Древо любви. Часть III»              | 続愛染かつら           | Zoku aizen katsura              |                                             | Хиромаса Номура        | Митико                 |                        |
| 1939                   | «Древо любви. Часть IV»               | 愛染かつら 完結篇      | Aizen katsura - Kanketsu-hen    |                                             | Хиромаса Номура        | Митико                 |                        |
| 1939                   | «Невесты: Вопросы и ответы»           | 新妻問答               | Niizuma mondo                   |                                             | Хиромаса Номура        |                        |                        |
| 1940-е годы            |                                       |                        |                                 |                                             |                        |                        |                        |
| 1940                   | «У меня есть муж»                     | 私には夫がある         | Watashi ni wa otto ga aru       | I Have a Husband                            | Хироси Симидзу         | Асами Ясуи             |                        |
| 1940                   | «Шторм любви»                         | 愛の暴風               | Ai no boufuu                    | Storm of love                               | Хиромаса Номура        |                        |                        |
| 1940                   | «Рассказ о командире танка Нисидзуми» | 西住戦車長伝           | Nishizumi senshachō-den         | The Story of Tank Commander Nishizumi       | Кодзабуро Ёсимура      | китаянка               |                        |
| 1941                   | «Братья и сёстры семьи Тода»          | 戸田家の兄妹           | Todake no kyōdai                | The Brothers and Sisters of the Toda Family | Ясудзиро Одзу          | Токико, подруга Сэцуко |                        |
| 1941                   | «Я пойду в хорошем настроении»        | 元気で行かうよ         | Genkide yukōyo                  |                                             | Хиромаса Номура        |                        |                        |
| 1941                   | «Цветок»                              | 花                     | Hana                            | Flower                                      | Кодзабуро Ёсимура      |                        |                        |
| 1944                   | «Тонет непотопляемый линкор»          | 不沈艦撃沈             | Fuchinkan gekichin              | Sinking the Unsinkable Battleship           | Масахиро Макино        |                        |                        |
| 1945                   | «Девушки из Идзу»                     | 伊豆の娘たち           | Izu no musumetachi              | The Young Women of Izu                      | Хэйноскэ Госё          | Окин                   |                        |
| 1946                   | «Победа женщин»                       | 女性の勝利             | Josei no shōri                  | The Victory of Women                        | Кэндзи Мидзогути       | Митико                 |                        |